# Brahmina carinifrons
Brahmina carinifrons är en skalbaggsart som beskrevs av Moser 1913. Brahmina carinifrons ingår i släktet Brahmina och familjen Melolonthidae. Inga underarter finns listade.